# 하세가와 유시
하세가와 유시(일본어: 長谷川 雄志, 1996년 12월 6일~)는 일본의 축구 선수이다.

## 구단 경력
그는 2019년 J1리그의 오이타 트리니타에 입단했다. 2021년까지 61경기에 출전. 2022년 J2리그의 도쿠시마 보르티스로 이적했다. 2024년 J3리그의 SC 사가미하라로 이적했다. 2025년 AC 나가노 파르세이루로 이적했다.